# 専長寺 (西尾市)
専長寺（せんちょうじ）は、愛知県西尾市吉良町吉田斉藤久にある浄土宗西山深草派の寺院。

## 歴史
文明3年（1471年）、承然崇稟上人により荻原の海蔵寺、足助国閑の林松寺とともに創建されたと伝わる。

## 文化財
- 木造阿弥陀如来坐像（重要文化財、本尊）
  - 説法印をむすぶ。鎌倉幕府3代将軍源実朝の供養のため本覚尼が京都に建立した遍照心院大通寺の旧本尊で寛喜3年（1231年）の造像。浄土宗西山深草派本山の誓願寺にうつされたのち、明治時代にここへ移されたもの。
- 木造阿弥陀如来立像（愛知県指定文化財、脇仏）
  - 鎌倉時代の安阿弥様の典型像として知られる東林寺（現在は廃寺で同じ地区内にあった寺）の旧本尊であった像。2022年（令和4年）1月28日指定[2]。

## 参考資料
- 『文化財ガイドマップ』西尾市
- 『社寺文化財報告書 彫刻・絵画 西尾市悉皆調査報告 1』愛知県西尾市教育委員会